# Роко Граната
Роко Граната (на италиански: Rocco Granata) е белгийски певец, композитор и музикант акордеонист.
Роден е на 16 август 1938 година в Калабрия, Италия, но когато е на 10 години, родителите му имигрират в Белгия. През 1959 година неговата песен „Марина“ заема първо място в класациите в Белгия и Германия и става международен хит и златна плоча. През 1961 година участва на фестивала в Сан Ремо. През 1989 година издава ремикс на песента „Марина“, който отново се изкачва до номер едно в класациите.